# Натан Барр
Натан Барр (англ. Nathan Barr, також знаний як Нейт Барр; 1973, Нью-Йорк, США) — американський композитор кіно і телебачення, музикант.  Він став відомим завдяки  тому, що створив серію музичних творів до фільмів нагороджених премією «Еммі»  зокрема до популярного серіалу FX «Американці». Останньою була його робота над фільмом «Carnival Row»  та Netflix обмежена серія «Голлівуд», за яку він виграв премію «Еммі» за видатну головну тематичну музику у вересні 2020 року.

## Життя та кар'єра
Барр почав вивчати музику в Токіо, Японія, у віці чотирьох років. Його інтерес до музики та колекціонування рідкісних та незвичайних інструментів змусив його подорожувати по всьому світі. Він сказав, що йому належать труба, виготовлена з людської стегнової кістки, і набір сопілок із свинячого черева. Зовсім недавно він придбав і встановив трубний орган театру Вурліцер з звукової сцени XX століття Фокс. Цей інструмент найчастіше можна почути у весільній сцені «The Sound Of Music», а також у кількох партитурах Джона Вільямса, таких як «Іствікські відьми», «Імперія сонця» та інших.  Це також є в партитурі фільму Бернарда Геррмана  «День, коли земля зупинилася». Зовсім недавно він написав  партитуру до фільму Денні Ельфмана  «Грінч», а також до власної партитури Барра до «Будинку з годинником у стінах» та «Карнівал Роу». Зараз він розміщений у Bandrika Studios, яка є його особистою студією. Композитор вивчав гру на віолончелі та англійську літературу в коледжі Скідмор.
У 1996 році Барр переїхав до Лос-Анджелеса, щоб продовжити кар'єру у складі кіно- і телефільмів. Однією з перших його робіт була робота під керівництвом всесвітньо відомого композитора Ганса Циммера над такими фільмами, як «Краще не буває» та «Принц Єгипту». Через 8 місяців із Циммером він висадив агента і розгалужився самостійно. Відтоді Барр зіграв безліч ігрових фільмів та серіалів, найголовніше створивши музику для всіх  епізодів хітового серіалу HBO «Реальна  кров». Протягом багатьох років Барр працював з кількома відомими музикантами. 2009 року він написав і продюсував пісню з Пітом Таунсендом для пісні FX під назвою «It Must Be Done», а в 2005 році Барр найняв Біллі Гіббонса з ZZ Top, щоб він грав на гітарі за його партитурою для «The Dukes Of Hazzard».

## Найвідоміші саундтреки
Композитор Натан Барр написав саундтрек фільму «Дядя Френк». Головні ролі зіграли Софія Лілліс, Пол Беттані Джуді Грір, Стівен Рут і Стів Зан. Події фільму розгортаються в 1973 році. Вісімнадцятирічна Бет, її дядько Френк і його коханець Уоллі вирушають з Нью-Йорка в сільський Кріквелл, на похорон родича. Ніхто в родині не знає про орієнтацію Френка, а сам він неохоче взяв з собою Уоллі, не бажаючи відкриватися перед близькими. Але рано чи пізно все таємне стає явним. Прем'єра відбулася 23 січня 2020 року.
Натан Барр («Справжня кров», «Хостел», «Таємниця будинку з годинником») написав саундтрек хоррора «Поворот». Головні ролі грають Маккензі Девіс, Фінн Вулфард, Бруклін Прінс, Марк Хубермен і Ніал Грег Фултон. Кейт влаштовується гувернанткою до загадкового чоловіка, який пояснює, що їй належить наглядати за його недавно осиротілими маленькими племінником і племінницею, Майлзом і Флорою. Працювати доведеться в таємничому будинку в сільській глушині штату Мейн, де зараз і знаходяться діти. При цьому сам чоловік зайнятий своїми справами далеко від житла і відразу обумовлює, що Кейт не повинна його турбувати ні за яких умов.Вона отримує повну свободу дій і зобов'язана виховати залишилися без батьків дітей, тому що у дядька немає ні часу, ні бажання ними займатися. Приступивши до роботи дівчина незабаром помічає підозрілі дивацтва з будинком, а точніше дві примарні фігури, блукаючі по володіннях. Все навколо стверджують, що вони нічого не бачать, але у Кейт є підстави вважати, що діти навмисно приховують факт присутності паранормальних сил і, більш того, це може виявитися їх найневиннішою таємницею. Прем'єра була 24 січня 2020 року.

## Фільмографія

### Фільми
| Рік  | Заголовок                             | Режисер             | Примітки                                              |
| ---- | ------------------------------------- | ------------------- | ----------------------------------------------------- |
| 1998 | Hairshirt                             | Дін Парас           |                                                       |
| 1998 | Traveling Companion                   | Пола Гольберт       | короткометражний фільм                                |
| 1999 | Beyond the Mat                        | Баррі И.Блауштейн   | документальний фільм                                  |
| 1999 | Від заходу до світанку 3: Донька ката | Пі Джей Пеше        |                                                       |
| 2000 | The Virginian                         | Білл Пуллман        | телефільм                                             |
| 2000 | Red Dirt                              | Тег Первіс          | телефільм                                             |
| 2001 | Venus and Mars                        | Гаррі Мастроджорж   |                                                       |
| 2001 | Going Greek                           | Джастін Закхем      |                                                       |
| 2002 | Лихоманка                             | Елай Рот            |                                                       |
| 2003 | Briar Patch                           | Зев Берман          |                                                       |
| 2005 | 2001 маніяк                           | Тім Салліван        |                                                       |
| 2005 | The Dukes of Hazzard                  | Джей Чандрасекар    |                                                       |
| 2005 | Хостел                                | Елай Рот            |                                                       |
| 2007 | Вампірка                              | Себастьян Гутьєррес |                                                       |
| 2007 | Watching the Detectives               | Пол Сотер           |                                                       |
| 2007 | Хостел 2                              | Елі Рот             |                                                       |
| 2008 | Затвір                                | Масаюкі Очіай       |                                                       |
| 2008 | Lost Boys: The Tribe                  | П. Й. Пеше          |                                                       |
| 2009 | The Slammin' Salmon                   | Кевін Хеффернан     |                                                       |
| 2010 | Open House                            | Ендрю Паквін        |                                                       |
| 2010 | The Last Exorcism                     | Даніель Стемм       |                                                       |
| 2011 | Ціна пристрасті                       | Метью Чепмен        |                                                       |
| 2013 | Велике весілля                        | Джастін Закхем      |                                                       |
| 2015 | Фатальна пристрасть                   | Роб Коен            | Спільно з Ренді Едельманом та з вокалом Лісбет Скотт  |
| 2015 | Hollywood Adventures                  | Тімоті Кендалл      |                                                       |
| 2017 | Коматозники                           | Нільс Арден Оплев   |                                                       |
| 2018 | The Domestics                         | Майк П. Нельсон     | додаткова музика Стівена Лукача                       |
| 2018 | Будинок з годинником у стінах         | Елай Рот            |                                                       |
| 2020 | The Turning                           | Флорія Сігісмонді   | додаткова музика Джастін Кейн Бернетт                 |
| 2020 | Полювання                             | Крейг Зобель        | Додаткова музика Джастін Кейн Бернетт та Стівен Лукач |
| 2020 | Uncle Frank                           | Аллан Болл          |                                                       |
| 2021 | Кейт                                  | Седрік Ніколя-Троян |                                                       |
| 2024 | Бордерлендс                           | Елай Рот            |                                                       |
| 2024 | Салемз Лот                            | Гарі Доберман       |                                                       |

### Телесеріали
| Рік     | Заголовок         | Примітки                                      |
| ------- | ----------------- | --------------------------------------------- |
| 2000    | Страх             | Телесеріал                                    |
| 2001    | Кейт Брашер       | Американський драматичний телевізійний серіал |
| 2008-14 | Реальна кров      | Американський телесеріал                      |
| 2013-15 | Гемлокова Штольня | Складено з Тоддом Хаберманом                  |
| 2013-18 | Американці        | Телесеріал                                    |
| 2014    | Листок падіння    | Мультсеріал                                   |
| 2015-17 | Підлий Піт        | Складено зі Стівеном Лукачем                  |
| 2016    | Грінліф           | телевізійний драматичний серіал               |
| 2017    | Син               | Телесеріал                                    |
| 2019    | Фосс / Вердон     | біографічний міні-серіал                      |
| 2019    | Грак              | Додаткова музика Джастіна Кейна Бернета       |
| 2019    | Карнівал Роу      | Фентезі                                       |
| 2020    | Великий           | Включає «Птах на дроті» Сімони Істви          |
| 2020    | Голлівуд          | Міні-серіал                                   |

## Нагороди
| 2013 | Премія «Еммі» | Прайм-тайм премія «Еммі»                     | Американці    | Номінація | [ 4 ] |
| 2013 | Премія «Еммі» | Прайм-тайм премія «Еммі»                     | Hemlock Grove | Номінація | [ 4 ] |
| 2020 | Премія «Еммі» | Прайм-тайм премія «Еммі»                     | Карнівал Роу  | Номінація | [ 5 ] |
| 2020 | Премія «Еммі» | Прайм-тайм премія «Еммі»                     | Голлівуд      | Перемога  | [ 5 ] |
| 2020 | Премія «Еммі» | Видатна оригінальна головна тема Theme Music | Голлівуд      | Номінація | [ 5 ] |

- Премія BMI 2010 року за оригінальний саундтрек для другог сезону «Реальна кров» (HBO)[6]
- 2009 Голлівудські ЗМІ в музичній премії за кращий саундтрек до фільму «Реальна кров» (HBO)
- Премія BMI 2009 за оригінальну оцінку «Реальна кров» (HBO)[7]
- Премія BMI 2006 за музику до фільму: герцоги Хаззарда[8]